# Fierscyclops fiersi
Fierscyclops fiersi – gatunek widłonoga z rodziny Cyclopidae, jedyny przedstawiciel rodzaju Fierscyclops.

## Systematyka
Gatunek ten opisali w 2001 roku Paola De Laurentiis, Giuseppe Lucio Pesce i William F. Humphreys, nadając mu nazwę Metacyclops fiersi. Miejsce typowe to Eneabba, odwiert LS30A, Australia Zachodnia, Australia. W 2004 roku Tomislav Karanovic przeniósł gatunek do nowo opisanego rodzaju Fierscyclops.